# Exostratum asperum
Exostratum asperum là một loài rêu trong họ Calymperaceae. Loài này được Mitt. L.T. Ellis mô tả khoa học đầu tiên năm 1985.